# Intergouvernementele Conferentie
De Intergouvernementele Conferentie (IGC) is een vergadering tussen soevereine staten, in het bijzonder een vergadering van de lidstaten van de Europese Unie.
De Europese Raad heeft als enig orgaan van de Europese Unie de bevoegdheid om EU-verdragen aan te passen. De Europese Raad krijgt dan een speciale vorm, namelijk die van Intergouvernementele Conferentie (IGC). Er zijn tot op heden een aantal IGC's geweest. De belangrijkste waren:
- 1950: Parijs; deze vergadering leidde tot het Verdrag van Parijs en de oprichting van de EGKS. Deze IGC werd voorgezeten door Jean Monnet.
- 1986: Brussel; waar de Europese Akte werd getekend die onder meer de instelling van een gemeenschappelijke interne markt regelde.
- 1991: Maastricht (2 IGC's); oprichting van de politieke Europese Unie en de instelling van de Economische en Monetaire Unie.
- 1997: Amsterdam; grootschalige institutionele hervormingen waaronder uitbreiding van de bevoegdheden van het Europees Parlement.
- 2000: Nice; grootschalige hervormingen om toetreding van 10 nieuwe lidstaten mogelijk te maken.
- 2003: Rome; opstellen van een Grondwet voor de Europese Unie.
- 2007: Lissabon; opstellen Hervormingsverdrag.